# Eugène Leroy
Eugène Leroy (* 8. August 1910 in Tourcoing; † 10. Mai 2000 in Wasquehal) war ein französischer Maler.

## Leben und Werk
1931 begann Eugène Leroy mit einem Studium an der École des Beaux-Arts in Lille und Paris, ging aber bald seine eigenen Wege. 1936 reiste er zum ersten Mal in die Niederlande und sah Werke von Rembrandt, die ihn nachhaltig beeindruckten. 1956 brach er nach Spanien auf und studierte Goya, Zurbarán, Velasquez und El Greco. Anschließend zog es ihn nach Italien (Florenz, Arezzo und Urbino) und Leroy entdeckte für sich das Werk von Masaccio. 1972 begab Eugène Leroy sich nach New York und Washington und sah Werke von Mark Rothko. Abseits der Kunstszene arbeitete er bis zu seinem Tod in der nordfranzösischen Provinz.
Eugène Leroy ist den Kunstströmungen des 20. Jahrhunderts nicht zuzuordnen. Er arbeitet weder expressionistisch noch gegenständlich und er kümmert sich wenig um die Trennung von Figuration und Abstraktion. Häufig wiederkehrende Motive sind Akt, Porträt und Stillleben. Während des Malprozesses werden in Impasto-Technik Farbschichten aufgetragen, die sich bei genauer Betrachtung zu einer Ahnung von einer Figur oder einem Gesicht verdichten.
Die Kunstkritiker Bernard Marcadé, Éric de Chassey, Denys Zacharopoulos, sowie der Philosoph Paul Audi und viele andere haben über Eugène Leroy geschrieben.
Die Michael Werner Gallery vertritt Eugène Leroy.
Eugène Leroy hat in zahlreichen international renommierten Museen ausgestellt und war 1991 Teilnehmer der 21. Biennale von São Paulo, 1992 der documenta IX in Kassel und 1995 Teilnehmer der 46. Biennale di Venezia in Venedig.

## Auszeichnungen
- 1957 Prix Emile-Othon Friesz
- 1996 Grand Prix Nationale de la Peinture

## Film
- Eugène Leroy, Regie: Christophe Loizillon, Dokumentation, 27 Minuten, 1995[4]